# Hobøl
Hobøl is een voormalige gemeente in de Noorse provincie Østfold. De gemeente telde 5.557 inwoners in januari 2017. Hobøl ging in 2020 op in de fusiegemeente Indre Østfold.

## Plaatsen in de gemeente
Ringvoll, Tomter en Knapstad zijn de drie grootste plaatsen in Hobøl, met Elvestad als centrum.
Er wonen circa 1000 mensen in Ringvoll, Tomter en Knapstad. Elvestad ligt precies tussen deze drie grotere steden in, en wordt daarom het "centrum" genoemd, ook al wonen er maar ca. 50 personen. Elvestad is toch heel centraal, het ligt dicht bij Oslo, en ook dicht bij grote plaatsen als Moss, Askim en Lillestrøm. Hier ligt ook het gemeentehuis en het politiebureau.
Aremark · Fredrikstad · Halden · Hvaler · Indre Østfold · Marker · Moss · Råde · Rakkestad · Sarpsborg · Skiptvet · Våler

Voormalige gemeentes: Askim · Eidsberg · Hobøl · Rømskog · Rygge · Spydeberg · Trøgstad